# Zecca di Venezia
Il Palazzo della Zecca è un edificio pubblico di Venezia, affacciato sul molo marciano. Edificato nel Cinquecento su progetto di Jacopo Sansovino, fa oggi parte della Biblioteca nazionale Marciana.

## Storia
La zecca venne trasferita nel 1277 a San Marco da Rialto, dove si trovava sin dal IX secolo, e nella metà del Cinquecento prese sede nel nuovo edificio. Lo scopo dello spostamento era quello di renderne più agevole il controllo da parte del Maggior Consiglio. Dal XV secolo la Zecca veneziana coniava fino a due milioni di monete per anno tra ducati d’oro e d’argento. Proseguì la sua attività sotto la dominazione asburgica, per cessare nel 1870. Dopo l'annessione al Regno d'Italia (1866) non furono comunque più coniate monete, ma solo alcune medaglie commemorative, mentre vi fu posto in funzione, sempre fino al 1870, un ufficio di cambio per le paste preziose
Eretto tra il 1537 e il 1545 per essere sede della zecca della Repubblica, l'edificio, realizzato in pietra d'Istria, ha forme severe e si sviluppa su pianta quadrata affacciandosi posteriormente su di un cortile interno sotto le cui 40 arcate avvenivano le attività di conio della moneta. Dato che nella lavorazione si raggiungevano temperature molto elevate, nella costruzione non fu usato legno, ma solo pietra, che conteneva meglio il calore e non correva il rischio di incendiarsi.
Pianta
L'edificio è conformato da due parti: quella sul Bacino San Marco, conformata come un profondo atrio, e quella più interna che si sviluppa attorno ad un cortile rettangolare.
La parte più interna è costituita da un primo ordine di archi e bugnato, seguito da archi su pilastri e lesene che reggono l'architrave.
Facciata

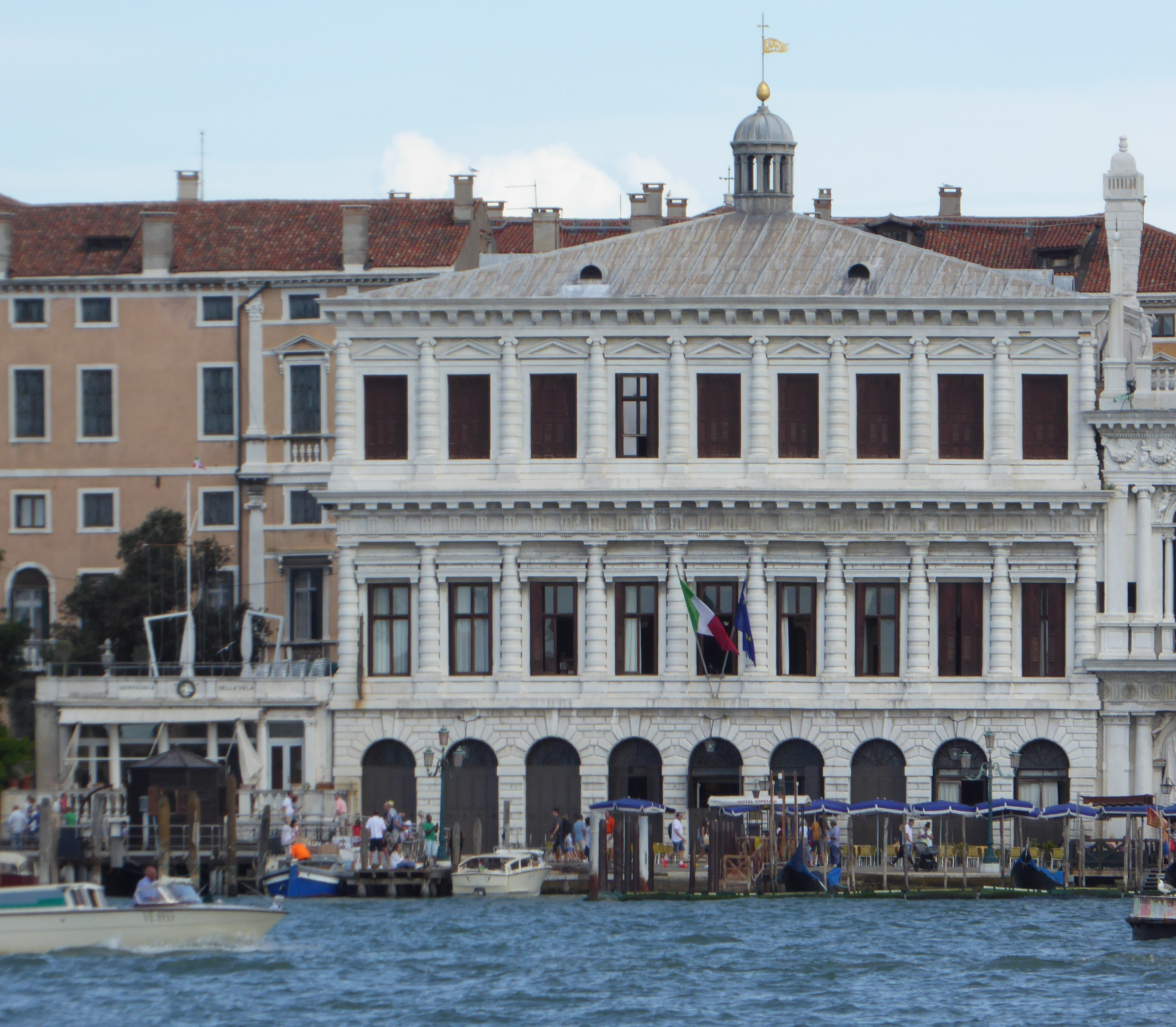
La facciata

All'opposto, la facciata sul Bacino raggiunge un notevole rilievo plastico, strutturale e di valenza compositiva. Inizialmente concepito a due piani, il prospetto infrange ormai la tradizionale composizione di un terrapieno bugnato al piano terreno e motivi dell'ordine architettonico al livello superiore, scegliendo una soluzione intermedia ed equidistante dal binomio natura-artificio: al piano terra il portico regge il simbolo del "forziere", al secondo registro/ordine (1º piano) sono presenti semicolonne inanellate da bugne a reggere un doppio architrave.
Il terzo registro/ordine (2º piano) fu aggiunto successivamente, probabilmente su progetto dello stesso Sansovino.
All'esterno troviamo quindi un lessico classico con notevoli variazioni (costruttive e strutturali), propri del Manierismo: al primo ordine elementi misti con bugnato, al secondo ordine colonne che reggono la trabeazione dorica (con tanto di triglifi).
L'uso sistematico del bugnato rustico sulla superficie e negli ordini, caro all'architettura manierista, è volto ad accentuare il carattere di luogo fortificato dell'edificio, sede del deposito aureo della Repubblica.

## La zecca nella Repubblica di Venezia
Sin dal Duecento la sorveglianza politica sull'attività della Zecca fu compito esclusivo del particolare consiglio della Repubblica chiamato Quarantia: questa, che fungeva anche da Tribunale Supremo dello Stato, esercitava le prerogative sovrane sulla coniazione e il titolo della moneta, oltre a predisporre i piani finanziari da sottoporre all'approvazione del Maggior Consiglio.
Dopo la creazione, nel Trecento del Consiglio dei Dieci, supremo organo di vigilanza sulla sicurezza dello Stato, il governo materiale della Zecca venne però affidato proprio ai Dieci, sino a quando, a partire dal Cinquecento, quest'ultima funzione non venne assegnata ad una serie di specifiche magistrature:
1. i Provveditori in Zecca, organo collegiale istituito nel XVI secolo, avevano la direzione generale della Zecca;[4][5]
2. il Depositario, creato nel 1543, incaricato della sorveglianza del tesoro, pubblico e privato, conservato nella Zecca;
3. i Provveditori sopra Ori e Monete, creati nel 1551, incaricati di sorvegliare il corso dell'oro, coniato o no, per preservare il prezzo del metallo e il valore delle monete, vennero in seguito chiamati Deputati sopra Ori e Monete;
4. l'Inquisitore aggiunto, creato nel 1687, creato in aggiunta ai Provveditori sopra Ori e Monete per sorvegliare il corso della valuta nazionale ed estera;
5. il Provveditore agli Ori e Argenti, creato nel Seicento, aveva la funzione di sorvegliare anche il corso dell'argento;
6. il Conservatore del Deposito, creato nel 1615, aveva il dovere di verificare che le uscite pubbliche avvenissero a norma di legge;
7. i Massari all'Argento e all'Oro, creati nel 1269, effettuavano tecnicamente la stima della quantità di metallo prezioso ammassato nella Zecca.

Nella Zecca avevano una delle loro sedi i Camerlenghi de Comùn, cioè i tesorieri e contabili generali dello Stato veneziano.
Altro organo collegiale erano i Provveditori ai Monti in Zecca: istituito l'8 giugno 1517 dal Consiglio di Dieci, gestiva i valori privati depositati presso la Zecca: il "monte vecchio" (1163), il "monte nuovo" (1382), il "monte nuovissimo" (1433) cui si aggiunse, nel 1526, il "monte del sussidio". Furono eletti fino al 1673.